# 経沢香保子
経沢 香保子（つねざわ かほこ、1973年〈昭和48年〉4月23日 - ）は、日本の実業家。2000年にトレンダーズ株式会社を創業し、2012年に当時の女性最年少上場を果たした。2018年現在はベビーシッターのマッチングサービスを行うキッズライン社の代表取締役。

## 来歴
千葉県松戸市生まれ。桜蔭中学校・高等学校に進学。高校では文化祭やアルバイトに打ち込む。1浪の後、慶應義塾大学経済学部に進学。大学でもアルバイトに打ち込み、仕事好きを再認識する。卒業後、1997年にリクルートに入社。同社時代には新入社員で競う会社の名刺集め競争で関東ナンバーワンになった。その後、創業間もない楽天へ転職。楽天大学などさまざまな新規事業の開発にかかわる。2000年にマーケティングなどを手がけるトレンダーズ株式会社を設立し、代表取締役に就任。トレンダーズは女性社員比率が多かったが、経営改善のため2010年頃から営業や役員に男性を引き込み、2011年以降は美容クリニックのクーポンサイトなどの新サービスも立ち上げていく。
2012年10月19日にはトレンダーズを東証マザーズに上場。当時の最年少上場女性社長として、経沢はメディアで取り上げられるようになる。しかし、2014年5月14日、平成26年3月度決算の開示とともに、代表取締役社長の職を辞し代表取締役会長に就任。同年6月26日に開催された定時株主総会において、代表取締役会長も辞任し相談役へ。後に筆頭株主からも退いた。同年中にベビーシッターマッチングサービス「キッズライン」を運営する株式会社カラーズを設立し、代表取締役に就任。翌年、IVS 2015 Spring Launch Padで優勝。サービスと会社名を一致させるため、2016年8月19日に株式会社キッズラインへ社名を変更した。
2015年6月に株式会社ノジマの社外取締役就任、2017年6月にりらいあコミュニケーションズ株式会社の社外取締役に就任した。

## 受賞
- 2015年 - IVS 2015 Spring Launch Pad 優勝[13][14]
- 2018年 - ベストマザー賞（経済部門）[15]。

## 著書
（単著）
- 『自分の会社をつくるということ』ダイヤモンド社、2005年、ISBN 4478733015。
- 『日記ブログで夢をかなえる』ダイヤモンド社、2006年、ISBN 4478733384。
- 『経沢香保子の夢を叶える読書術』ゴマブックス、2006年、ISBN 4777105334。
- 『ミリオネーゼの起業入門―8ケタ稼ぐ女性に学ぶ起業前にするべきこと』ディスカヴァー・トゥエンティワン、2006年、ISBN 4887594321。
- 『白いスーツで内定を 「誰も教えてくれなかった」女子大生就職読本』ゴマブックス、2007年、ISBN 978-4777105434。
- 『ブログ・イベントで女性をトリコにするマーケティングのコツ32』ゴマブックス、2007年、ISBN 978-4777106608。
- 『自分らしい人生を創るために大切なこと』ダイヤモンド社、2012年、ISBN 978-4478703519。
- 『自ら上場した会社を辞め、41歳で再び起業したシリアルアントレプレナーの挑戦『ベンチャー魂は消えない』』、Kindle版、ASIN B019WLLO16。
- 『すべての女は、自由である』ダイヤモンド社、2016年、ISBN 978-4478068625。

（共著）
- 『5年後働く自分の姿が見えますか?』、角川書店〈角川oneテーマ21 C-253〉、2013年、ISBN 9784041105474。著者 - 岩瀬大輔、飯田泰之、古市憲寿、駒崎弘樹、経沢香保子、為末大、田端信太郎、加藤嘉一 - NCID BB1350860X参照。

（監修）
- トレンダーズ株式会社 編『夢を実現した わたしの仕事 わたしの方法』ダイヤモンド社　2006年、ISBN 4478733058。
- 女性起業塾 編『ゼロからでも夢がかなう起業の教科書 女性起業家20人に学ぶ「自分らしく成功する生き方」』ゴマブックス、2008年、ISBN 978-4777108374。

（監訳）
- パトリシア・アバディーン『メガトレンド2010 新しい資本主義をつくる7つのトレンド』ゴマブックス、2006年、ISBN 4777104214。